# Charlton, Kent
Charlton var en civil parish fram till 1896 då den blev en del av Dover, i grevskapet Kent, i England. Denna civil parish hade 7 839 invånare år 1891. Byn nämndes i Domedagsboken (Domesday Book) år 1086, och kallades då Cerlentone.